# Iglesia de Jesús Nazareno (Rionegro)
La Iglesia de Jesús Nazareno es un templo de culto católico, dedicado a Cristo Jesús bajo la advocación de Jesús Nazareno. Está ubicado en el municipio colombiano de Rionegro (Antioquia), en la dirección Carrera 58 con calle 47, a cuatro cuadras del parque principal y pertenece a la jurisdicción eclesiástica de la Diócesis de Sonsón-Rionegro. 
El edificio data siglo XIX, es de estilo neoclásico, de planta rectangular, dividido por tres naves, siendo la central más alta.

## Historia
A principios del siglo XVIII, se construyó una capilla dedicada a Jesús Nazareno. Estaba localizada en una esquina de la plaza principal, en el crucero de ésta con la Calle del Coliseo (actual edificio los héroes. En 2020 centro comercial parque plaza). Durante algún tiempo fue utilizado como templo parroquial, mientras la iglesia de San Nicolás era reparada.
La imagen de Jesús Nazareno fue traída desde Jamaica por Pedro Gutiérrez de Lara y en poco tiempo, el Cristo ganó gran devoción entre los rionegreros. Ejemplo de ese gran fervor lo dio en 1753 el jesuita Melchor Gutiérrez de Lara (hermano de Pedro Gutiérrez), quien dejó un cuantioso legado al templo y, también, le dejó un gasto con renta de manutención, para que se conservara "limpia de bichos y alimañas impías"...

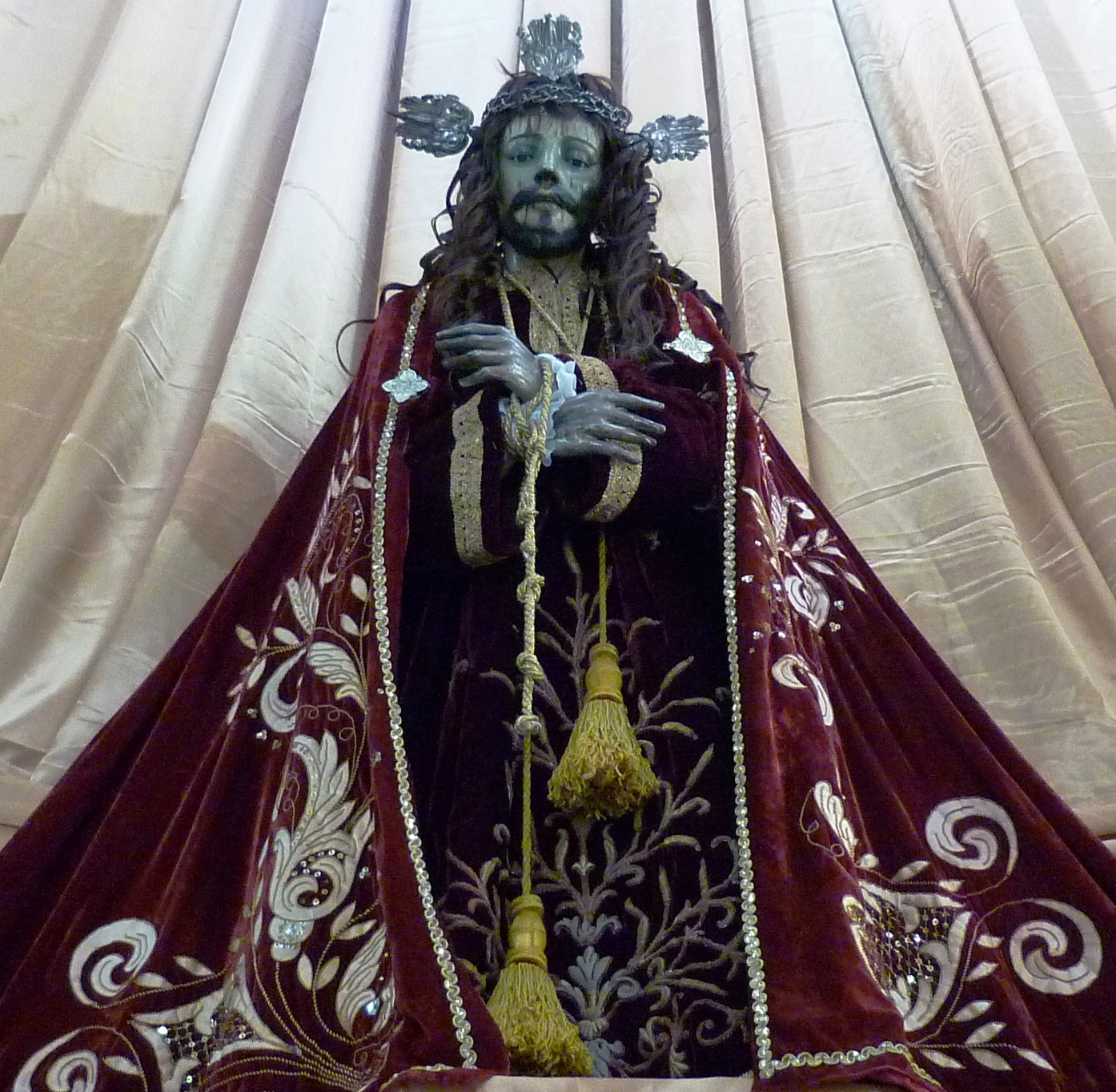
Milagrosa imagen de Jesús Nazareno, apodado el Jamaiquino por su lugar de origen.

Ya en el siglo XIX, la pequeña capilla amenazaba con derrumbarse. Por lo cual, los feligreses comenzaron la tarea de edificar un nuevo templo en el Alto de la Capilla, a la entrada de la población por el occidente (el que hoy existe).

## Características
Su estilo poco definido, es característico del primer período republicano, combina elementos neoclásicos y barrocos.
La edificación tiene planta rectangular, con techo a dos aguas y cimborrio octogonal. La fachada principal es de dos cuerpos divididos por un entablamento seguido. El primer cuerpo tiene tres puertas enmarcadas por pilastras y en el espacio comprendido entre las puertas y el entablamento tiene tres ventanas. El segundo cuerpo va seccionado también por pilastras y está realmente, constituido por una doble espadaña unida en la parte central. Sus extremos tienen dos vanos para las campanas y el centro está ocupado el reloj. 
El templo tiene en su interior tres naves, siendo la central más alta. El retablo y altar mayor se encuentran en el presbiterio, exactamente debajo del cimborrio. El templo, ha sido víctima del saqueo y de varias modificaciones que modificaron su aspecto original. Sin embargo, el conjunto todavía resulta interesante por su arquitectura y las pocas obras que alberga.